# Temple de la renommée du rugby à XIII britannique
 (mai 2025).
Le temple de la renommée du rugby à XIII britannique (en anglais British Rugby League Hall of Fame) a été créé par la Rugby Football League en 1988 pour célébrer les meilleurs joueurs de l'histoire du rugby à XIII britannique. Pour qu'un joueur soit admissible, il doit être retraité depuis 5 ans et avoir joué au moins 10 ans sur le sol britannique.
Initialement 9 joueurs ont été introduits quand le Hall of Fame a été créé en 1988, un autre s'est rajouté en 1989. Il n'y a pas eu de nouvelles introductions jusqu'en 2000 où cette année 3 joueurs de plus ont été introduits. Enfin, 4 joueurs se sont rajoutés à cette liste en 2005.
Le Hall of Fame se trouve au Rugby League Heritage Centre dans le George Hotel d'Huddersfield. 

## Liste des joueurs
| Introduit | Nom                 | Poste                           | Club                                                                        |
| --------- | ------------------- | ------------------------------- | --------------------------------------------------------------------------- |
| 1988      | Billy Batten        | Centre                          | Hull                                                                        |
| 1988      | Brian Bevan         | Ailier                          | Warrington                                                                  |
| 1988      | Billy Boston        | Ailier                          | Wigan                                                                       |
| 1988      | Alex Murphy         | Demi de mêlée                   | St Helens, Leigh, Warrington                                                |
| 1988      | Jonty Parkin        | Demi de mêlée                   | Wakefield Trinity, Hull Kingston Rovers                                     |
| 1988      | Gus Risman          | Centre                          | Salford, Workington Town                                                    |
| 1988      | Albert Rosenfeld    | Ailier                          | Huddersfield, Wakefield, Bradford, Easts                                    |
| 1988      | Jim Sullivan        | Arrière                         | Wigan                                                                       |
| 1988      | Harold Wagstaff     | Centre                          | Huddersfield                                                                |
| 1989      | Neil Fox            | Centre                          | Wakefield, Bradford, Hull KR, York, Huddersfield                            |
| 2000      | Vince Karalius      | Troisième ligne                 | St Helens, Widnes                                                           |
| 2000      | Roger Millward      | Demi d'ouverture                | Castleford, Hull KR                                                         |
| 2000      | Tom van Vollenhoven | Ailier                          | St Helens                                                                   |
| 2005      | Eric Ashton         | Centre                          | Wigan                                                                       |
| 2005      | Douglas Clark       | Troisième ligne                 | Huddersfield                                                                |
| 2005      | Ellery Hanley       | Troisième ligne                 | Bradford, Wigan, Leeds, Balmain, Western Suburbs                            |
| 2005      | Martin Hodgson      | Seconde ligne                   | Swinton                                                                     |
| 2013      | Lewis Jones         | Demi de mêlée                   | Leeds                                                                       |
| 2013      | Martin Offiah       | Ailier                          | Widnes, Wigan, Eastern Suburbs, St. George, London Broncos, Salford         |
| 2013      | Garry Schofield     | Demi de mêlée, centre           | Hull FC, Leeds, Balmain, Western Suburbs, Doncaster, Huddersfield , Bramley |
| 2013      | Mick Sullivan       | Ailier                          | Huddersfield, Wigan, St Helens, York City, Dewsbury                         |
| 2014      | William Horne       | Demi d'ouverture                | Oldham, Barrow                                                              |
| 2014      | Malcolm Reilly      | Troisième ligne                 | Castleford, Manly-Warringah                                                 |
| 2015      | Shaun Edwards       | Demi de mêlée, demi d'ouverture | Wigan, London Broncos, Balmain, Bradford                                    |
| 2015      | Albert Goldthorpe   | Demi d'ouverture, arrière       | Hunslet                                                                     |
| 2018      | Johnny Whiteley     | Troisième ligne                 | Hull FC, Hull KR                                                            |
| 2018      | Derek Turner        | Troisième ligne                 | Hull KR, Odlham, Wakefield                                                  |
| 2018      | Andy Gregory        | Demi de mêlée                   | Widnes, Warrington, Wigan, Leeds, Salford                                   |
| 2022      | Andy Farrell        | Troisième ligne                 | Wigan                                                                       |
| 2022      | Adrian Morley       | Pilier                          | Leeds, Sydney Roosters, Warrington, Salford                                 |
| 2022      | Clive Sullivan      | Ailier                          | Hull FC, Hull KR                                                            |
| 2022      | David Watkins       | Demi d'ouverture                | Salford                                                                     |